# ويلهلم بودن
ويلهلم بودن (بالألمانية: Wilhelm Boden)‏ هو محامي وسياسي ألماني، ولد في 5 مارس 1890 في Grumbach ‏ في ألمانيا، وتوفي في 18 أكتوبر 1961 في Birnbach ‏ في ألمانيا. نشط حزبياً في الاتحاد الديمقراطي المسيحي وحزب الوسط.

## مناصب
- انتخب رئيس وزراء راينلند بالاتينات  [لغات أخرى]‏ (1946 – 1947).
- انتخب عضو مجلس الشورى الموحد بروسيا.
- انتخب عضو مجلس الشورى الموحد في راينلاند بالاتينات.
- انتخب مدير مقاطعة [الإنجليزية]‏.

## وصلات خارجية
- ويلهلم بودن على موقع مونزينجر (الألمانية)